# Hipposideros khasiana
Hipposideros khasiana is een vleermuis uit het geslacht Hipposideros die voorkomt in de Khasiheuvels van Meghalaya (Noordoost-India). Deze soort is nauw verwant aan H. larvatus, maar gebruikt een andere frequentie voor echolocatie (85 kHz tegen 98 kHz) en heeft grotere oren en langere voorarmen. De originele beschrijving is bijzonder beknopt en het is onduidelijk of voldaan is aan de verplichtingen die de ICZN oplegt.